# Palacio de la Cancillería
El Palacio de la Cancillería (en italiano, Palazzo della Cancelleria, en referencia a la Cancillería Papal) es un palacio en Roma, situado entre el actual Corso Vittorio Emanuele II y el Campo de' Fiori, en el rione de Parione. Alberga la sede del Tribunal Supremo de la Signatura Apostólica. 
Fue declarado Patrimonio de la Humanidad por la Unesco en 1990, con el número 91-007.

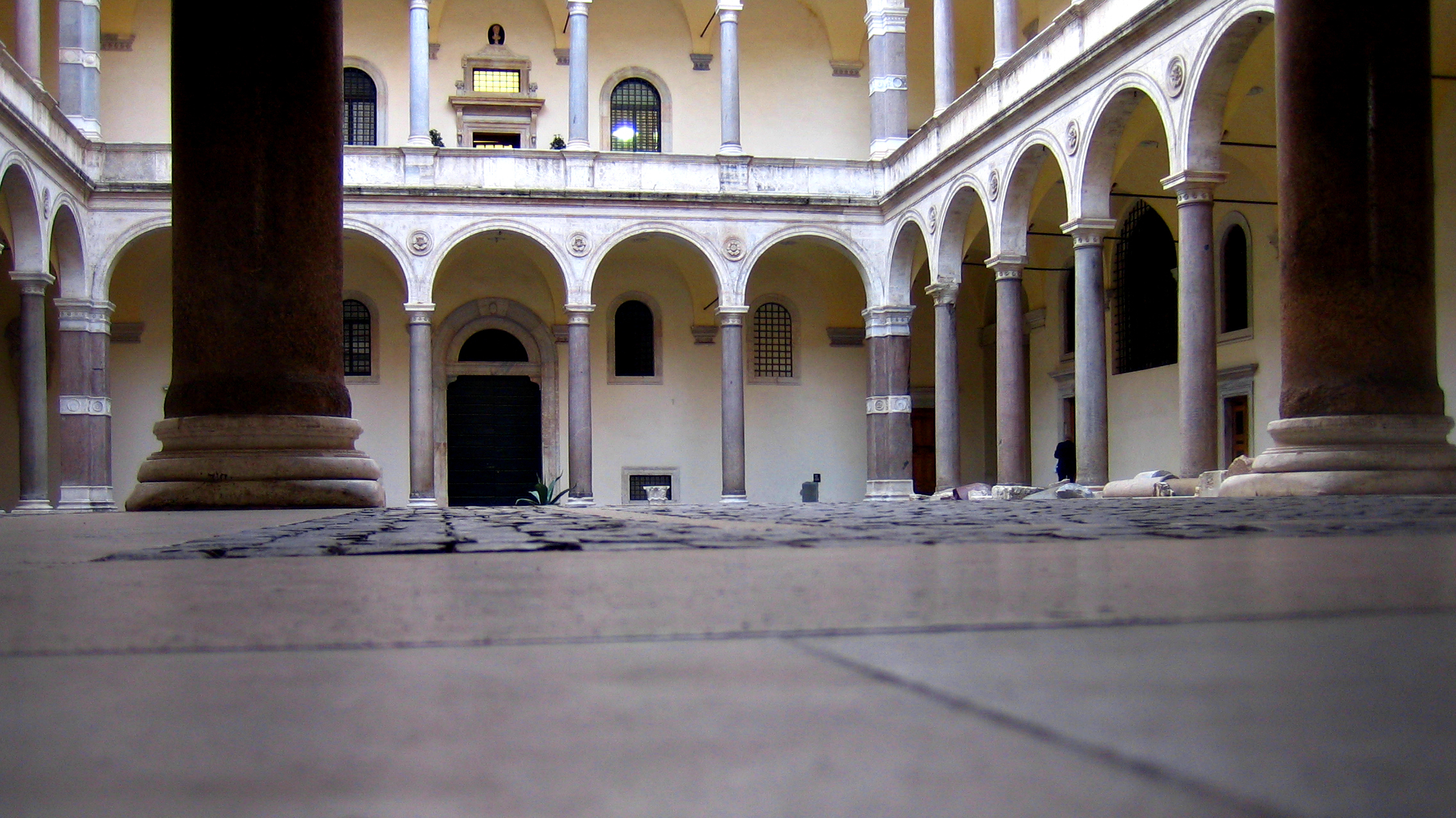
El patio.

Fue construido entre 1489-1513, siendo el primer palacio de Roma que fue erigido desde el principio en el nuevo estilo renacentista. La larga fachada con su ritmo de dobles pilastras planas entre ventanas con arcos sobre ellas es de concepción florentina, comparable al Palacio Rucellai de León Bautista Alberti.
El gran portón fue añadido en el siglo XVI por Domenico Fontana por orden del cardenal Alejandro Farnesio.
El travertino color hueso de la fachada fue reciclado de las ruinas romanas del teatro de Pompeyo, ya que la Ciudad Eterna era entonces un campo de ruinas: construida para más de un millón de habitantes apenas albergaba unos 30.000. Las cuarenta y cuatro columnas de granito egipcio del patio interior posiblemente provengan también del teatro. Según documentos que han sobrevivido, un puñado de columnas de granito fueron transportadas desde las Termas de Diocleciano. Es posible también que algunas se tomaran de la antigua Basílica de San Lorenzo in Damaso destruida durante la construcción del palacio, aunque esto ha sido cuestionado en años recientes.

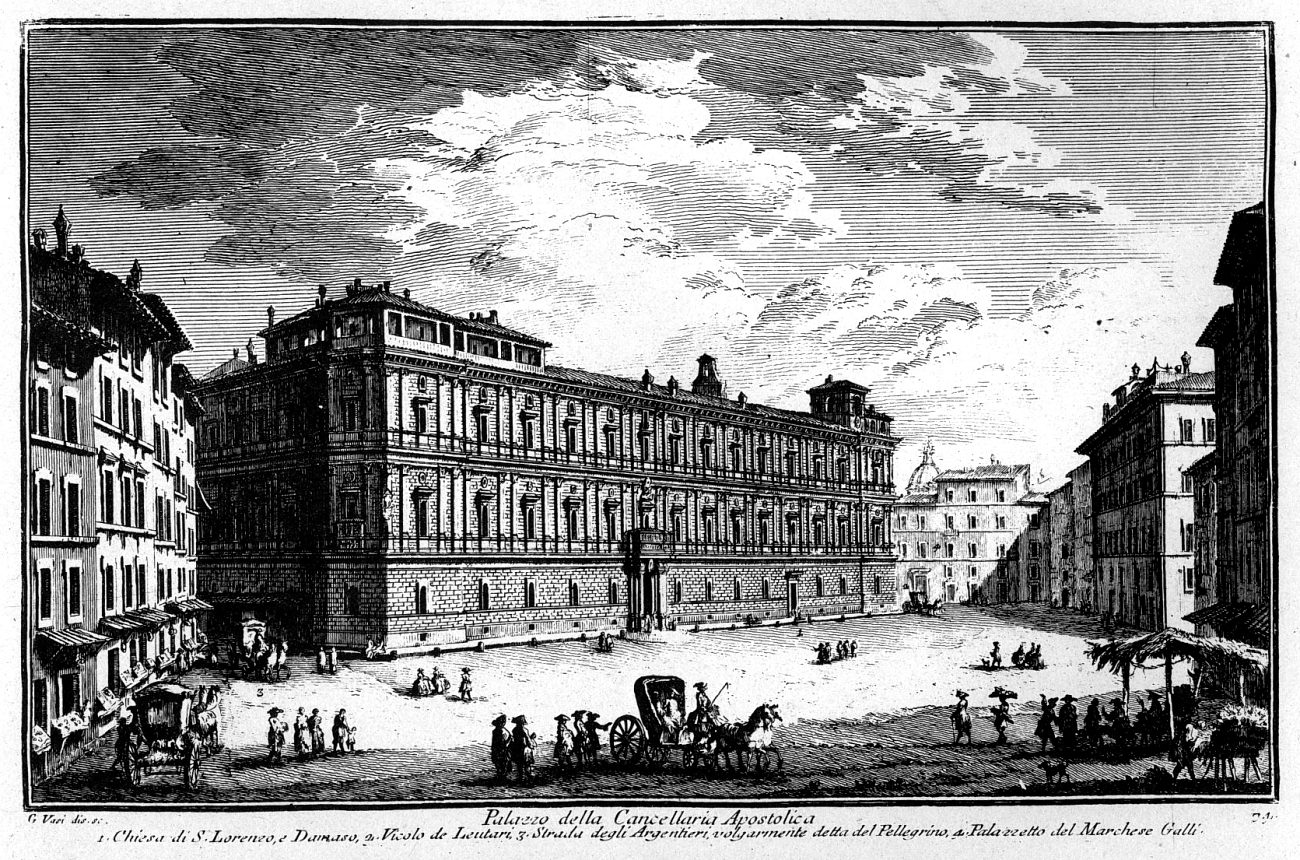
Palazzo della Cancelleria: grabado del, obra de Giuseppe Vasi que exagera la profundidad de la Piazza della Cancelleria en frente del Palacio.

En el patio central rectangular o cortile del Bramante, las dos plantas inferiores están representadas por logias con arcadas abiertas. En este patio dórico pueden verse rosas, símbolo familiar de Raffaele Riario, comitente del palacio. La identidad del arquitecto es objeto de división de opiniones, Francesco di Giorgio Martini y Baccio Pontelli pueden haberse visto implicados en las primeras etapas del diseño. Tradicionalmente se ha atribuido a Bramante y Andrea Bregno. 
La cancillería fue construida para el cardenal Raffaele Riario quien tenía el cargo de cardenal camarlengo de su poderoso tío, el papa Sixto IV. Se rumoreaba que los fondos venían de una noche de ganancias en el juego. Desde 1753 el vicecanciller resultó ser el pretendiente jacobita a la corona de Gran Bretaña, Enrique Estuardo, cardenal duque de York, el jacobita «Enrique IX de Gran Bretaña». . Aún alberga varios organismos de la Santa Sede, como el Tribunal Supremo de la Signatura Apostólica, el Tribunal Apostólico de la Rota Romana y la Penitenciaría Apostólica, y es un enclave de la Santa Sede perteneciente a Italia que goza extraterritorialidad de acuerdo con los Pactos Lateranenses de 1929.
La larga fachada del Palacio tapa la pequeña iglesia basilical de San Lorenzo in Damaso, la iglesia titular del cardenal vicecanciller (hoy iglesia titular del Cardenal Arzobispo emérito de Madrid), cuya entrada está en la parte derecha de la fachada. Esta iglesia del siglo V (el interior ha sido reconstruido) se asienta, como la iglesia de San Clemente entre otras, sobre un mitreo romano (santuario pagano dedicado al dios Mitra); las excavaciones bajo el patio realizadas en 1988 - 1991 sacaron a la luz los cimientos de los siglos IV y V de la gran basílica de San Lorenzo in Damaso, fundada por el papa Dámaso I, y una de las más importantes iglesias paleocristianas en Roma. También se identificó un cementerio usado desde el siglo VIII hasta poco antes de la construcción del palacio.
En 1517, el palacio recién construido fue confiscado por el primer papa Médici, León X, que no había olvidado la complacencia de Sixto y la implicación de su sobrino Riario durante los tiempos de la sangrienta conspiración de los Pazzi que pretendía derrocar a los Médicis en Florencia para sustituir su gobierno por uno de Della Rovere. 
En el palacio hay un vasto mural que Giorgio Vasari realizó en solamente cien días. Sin descanso presumió de su facilidad con Miguel Ángel, quien respondía «Si vede» («Se ve»). En el palacio se instaló un pequeño teatro privado por parte del cardenal Pietro Ottoboni, y a finales del siglo XVII la Cancillería se convirtió en un centro de la vida musical de Roma, donde en 1707 tuvo lugar el famoso duelo musical entre Domenico Scarlatti y George Friederich Haendel, cuando ambos contaban con veintidós años de edad. Se trató de un concurso de teclado organizado por el cardenal Ottoboni aprovechando que el de Halle pasaba unos días en la ciudad eterna. No se sabe qué interpretaron en aquella ocasión, pero la tradición cuenta que mientras que Scarlatti se proclamó vencedor con el clave, Haendel lo hizo con el órgano.
Durante la República Romana de 1849, el Parlamento romano tuvo aquí su sede por breve tiempo.